# Mistrzostwa Panamerykańskie w Judo 1990
18. Mistrzostwa panamerykańskie w judo odbywały się w dniach 15-20 października 1990 roku w Caracas. W tabeli medalowej tryumfowali judocy z Kuby.

## Klasyfikacja medalowa
| Miejsce | Państwo           |    |    |    | Razem |
| ------- | ----------------- | -- | -- | -- | ----- |
| 1       | Kuba              | 9  | 4  | 2  | 15    |
| 2       | Kanada            | 3  | 3  | 5  | 11    |
| 3       | Stany Zjednoczone | 2  | 3  | 8  | 13    |
| 4       | Brazylia          | 2  | 1  | 3  | 6     |
| 5       | Wenezuela         | 1  | 4  | 4  | 9     |
| 6       | Argentyna         | 0  | 1  | 7  | 8     |
| 7       | Dominikana        | 0  | 1  | 2  | 3     |
| 8       | Meksyk            | 0  | 0  | 2  | 2     |
| 9       | Portoryko         | 0  | 0  | 1  | 1     |
| Razem   | Razem             | 17 | 17 | 34 | 68    |

## Medaliści

### Mężczyźni
| Konkurencja: | Złoto:              | Srebro:                  | Brąz:                                         |
| −56 kg       | Willis García       | Sumio Tsujimoto          | Leandro Carrasco Hernández Juan Carlos Trione |
| −60 kg       | Israel Hernández    | Roger Durán              | John Matsuoka Taro Tan                        |
| −65 kg       | Jean Pierre Cantin  | Pablo Hernández Manrique | Jimmy Pedro Álex Lugo                         |
| −71 kg       | Sérgio Oliveira     | Ismael Borboña Luputey   | Edgardo Antinori John Hobales                 |
| −78 kg       | Ezequiel Paraguassu | Richard Riley            | Gastón García Federico Vizcarra               |
| −86 kg       | Nicolas Gill        | Charles Griffith         | Sandro López Jorge Bonnet                     |
| −95 kg       | Belarmino Salgado   | Jorge Aguirre            | Leo White Javier Pina                         |
| ponad 95 kg  | Frank Moreno        | Tom Greenway             | Víctor Drube James Bacon                      |

### Kobiety
| Konkurencja: | Złoto:                 | Srebro:             | Brąz:                                  |
| −45 kg       | Mabel Fonseca          | Teresa Benítez      | Denise Vidal Kelly Silva               |
| −48 kg       | Legna Verdecia         | Valerie Gotay       | Brigitte Lastrade Elizabeth Monteleone |
| −52 kg       | Maritza Pérez Cárdenas | Michelle Buckingham | Carolina Mariani Patricia Bevilacqua   |
| −56 kg       | Pascale Mainville      | Kenia Rodríguez     | Altagracia Contreras Kari Gabriel      |
| −61 kg       | Ileana Beltrán         | Xiomara Griffith    | Tammy Patterson Lynn Roethke           |
| −66 kg       | Odalis Revé            | Grace Jividen       | Francis Gómez Dulce Piña               |
| −72 kg       | Diana Bridges          | Niurka Moreno       | Elizabeth Sayer Soraia André           |
| ponad 72 kg  | Estela Rodríguez       | Jane Patterson      | Edilene Andrade Emma Salazar           |
| Open         | Heidi Bauersachs       | Allison Henry       | Regla Povea Sara Rilves                |